# Stock Aitken Waterman
Stock Aitken Waterman (förkortat SAW) är en trio av låtskrivare och skivproducenter bestående av  Mike Stock, Matt Aitken och Pete Waterman från England som under 1980-talet och början av 1990-talet producerade ett stort antal låtar åt kända artister.
Bland de artister som de skapat material åt finns bland annat Kylie Minogue, Samantha Fox, Big Fun, Mandy Smith, Mel & Kim, Dead or Alive, Sabrina, Donna Summer, Princess, Hazell Dean, Rick Astley, Bananarama, Sinitta, Steps, Jason Donovan, Lonnie Gordon och Judas Priest.